# 阪神競馬場
阪神競馬場（はんしんけいばじょう/ 英: Hanshin Racecourse）は、兵庫県宝塚市にある中央競馬の競馬場である。施行者ならびに管理者は日本中央競馬会 (JRA)。競馬場の最寄駅である阪急今津線・仁川駅から仁川競馬場（にがわけいばじょう）とも呼ばれる。
嘗てはアメリカ合衆国・イリノイ州のアーリントンパーク競馬場（2021年閉場）、現在は同じくケンタッキー州のチャーチルダウンズ競馬場と姉妹提携を結んでおり、同場では阪神カップ (Hanshin Cup; GIII)が開催されていた（2022年からはチャーチルダウンズ競馬場に開催地を移して阪神ステークス(Hanshin Stakes) として施行）。一方阪神競馬場では現在でもチャーチルダウンズカップ (GIII、2024年まではアーリントンカップ)として開催されている。

## コース概要
（以下、特記しない出典はすべてより）

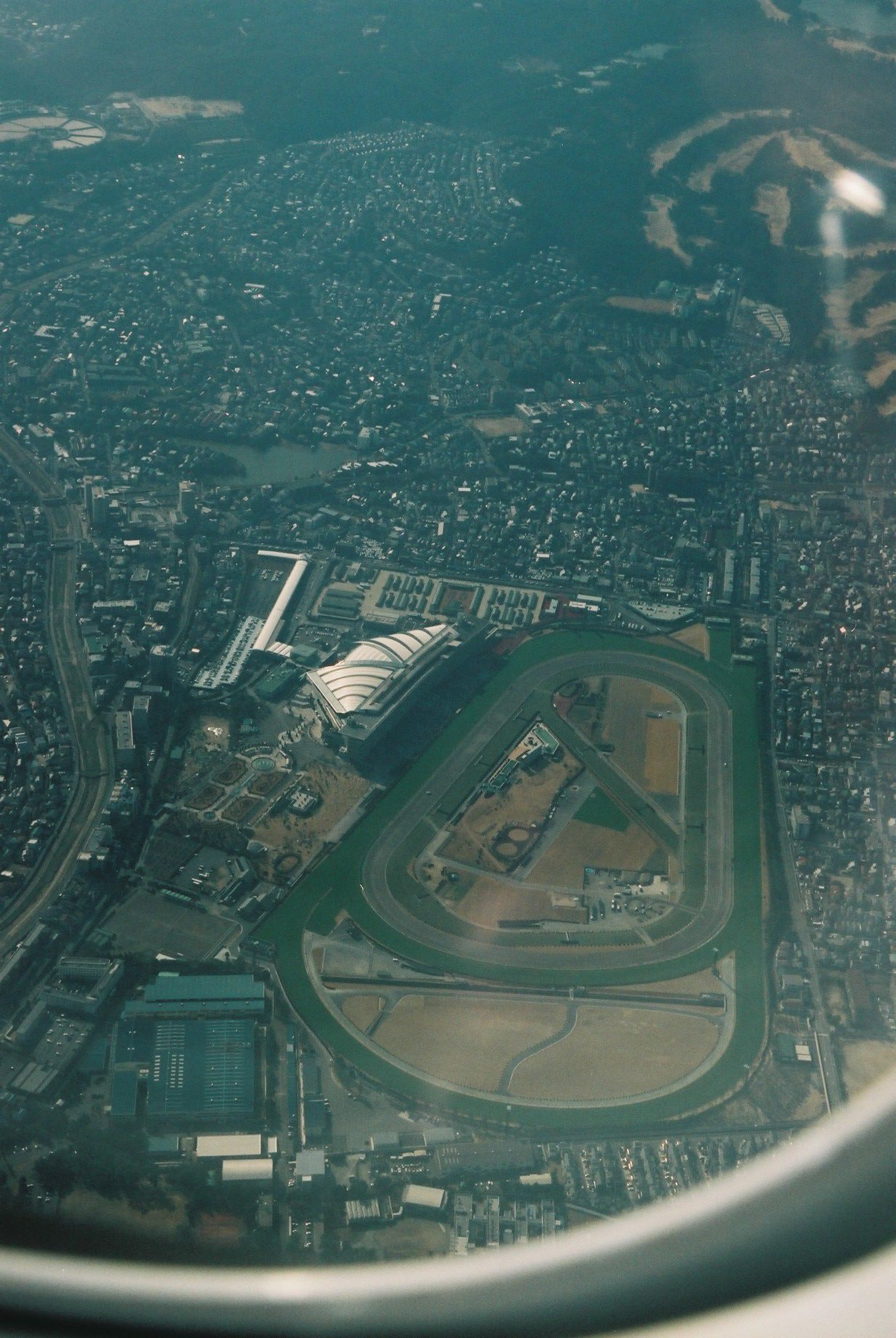
空から見た阪神競馬場

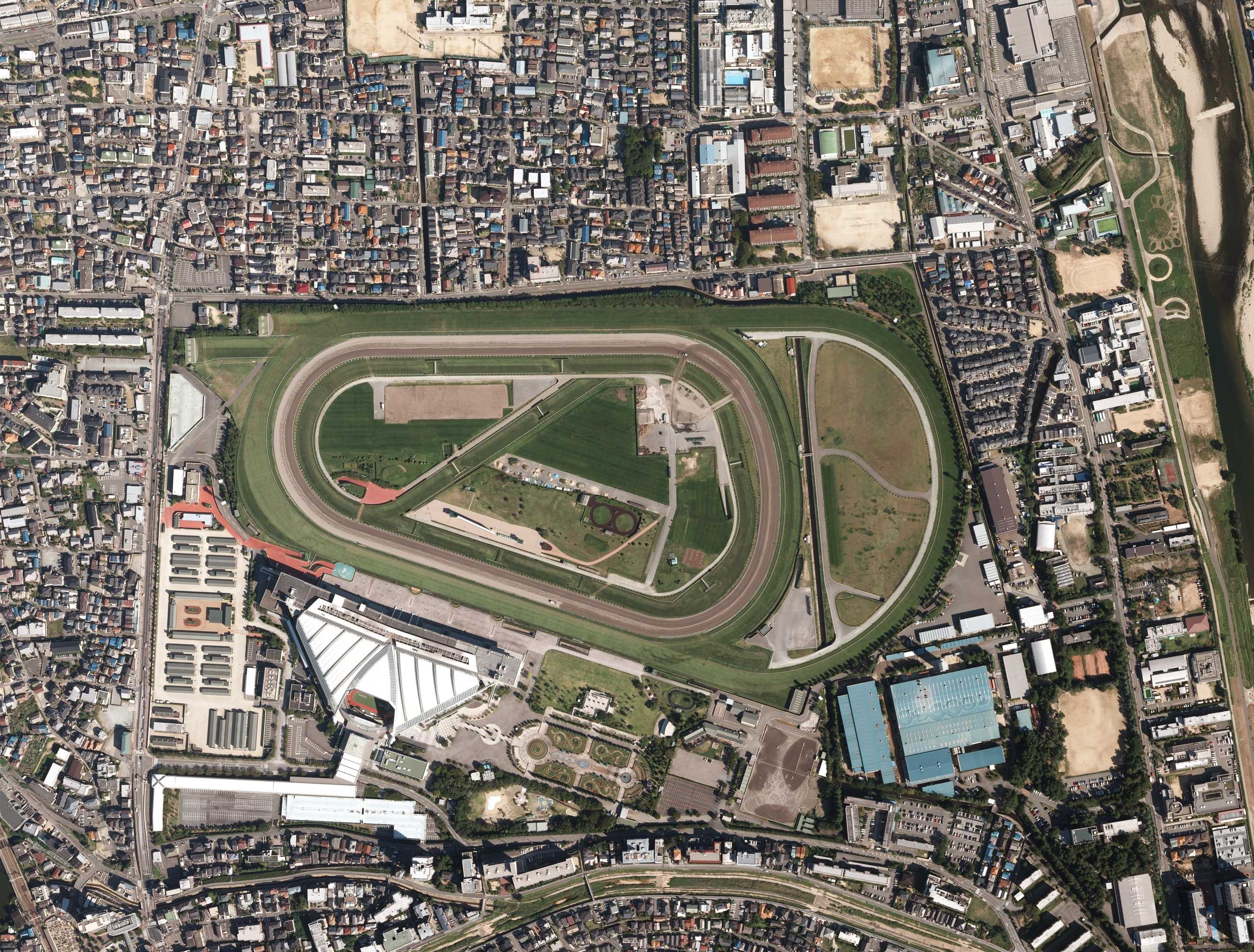
阪神競馬場（兵庫県宝塚市）付近の空中写真。（2012年9月撮影）

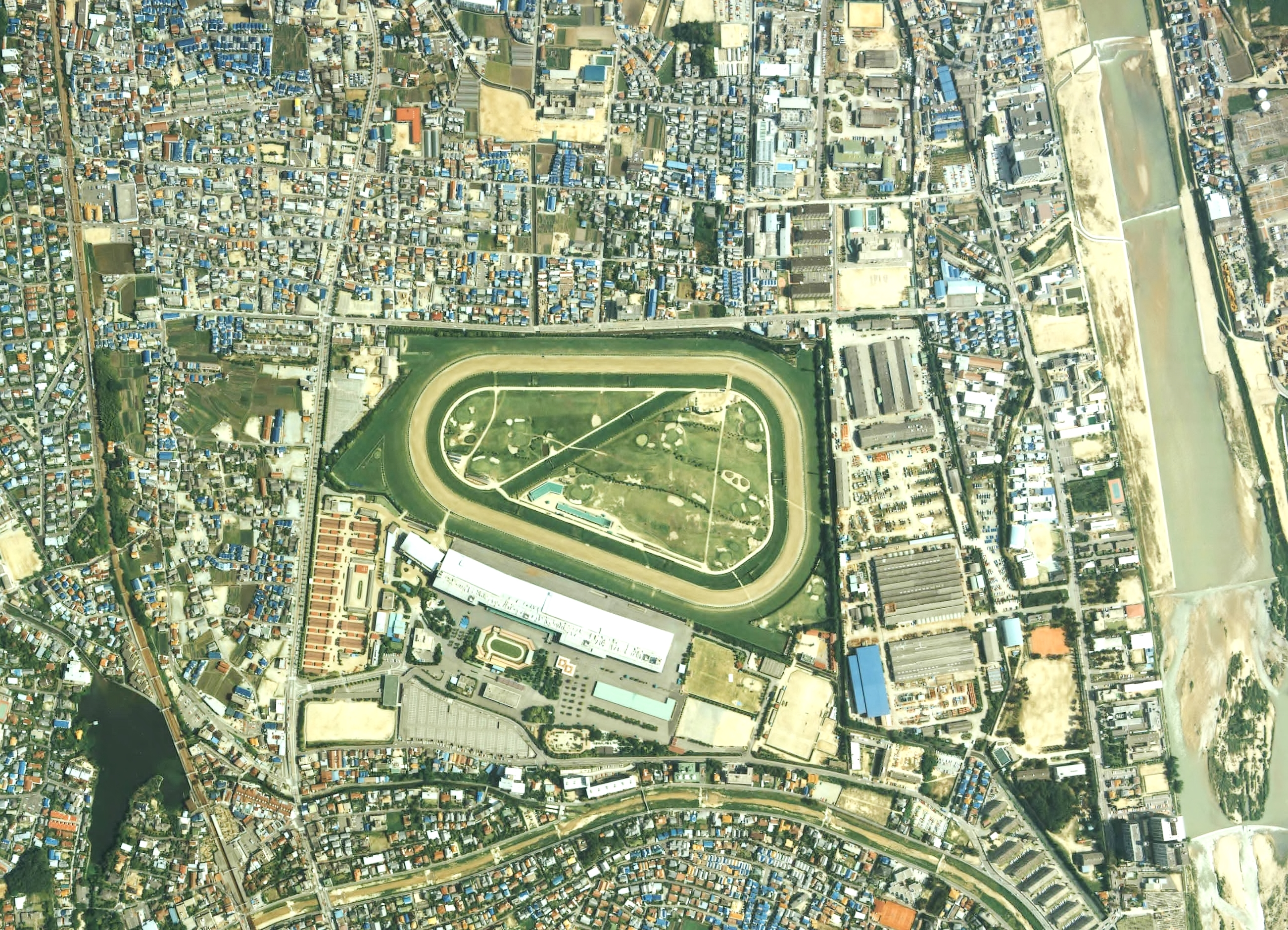
阪神競馬場（コース改修前）付近の空中写真。東側を南北に流れる川は武庫川。1985年撮影。

二度の移転を経て、1949年に川西航空機宝塚製作所跡地の現在地に竣工した。1967年に阪神競馬場の敷地が駒の町、川西航空機の後身にあたる新明和工業の敷地が新明和町の現行町名となったが、2000年頃に新明和工業の敷地が縮小され、阪神競馬場の敷地が新明和町に拡張された。
2006年に大規模なコース改修が実施され、従来の第3コーナー - 第4コーナーの外側に新設された芝外回りコースの長さは東京競馬場を上回り、右回りの競馬場としては日本最長の1周距離となった。あわせて、芝コース・ダートコースとも第1コーナー - 第2コーナーのカーブにスパイラルカーブが採用されたほか、ダートコースの第3コーナーも緩やかなカーブに改良された。改修前のコース形態で問題とされていた点もほぼ解消され、特に枠順による有利不利が指摘されていた芝1600mは向正面の中ほどに発走地点が移されたことで、不満の声も聞かれなくなったとされる。

### 芝コース
ゴール前の直線には高低差1.8m (勾配1.5%)の急坂があり、逃げ・先行馬がこの坂で失速するシーンもしばしば見受けられる。BコースはAコースから直線は3m、曲線は4m外側に移動柵を設置する。
- 1周距離
  - Aコース: 内回り1689m/外回り2089m
  - Bコース: 内回り1713.2m/外回り2113.2m
- 直線
  - Aコース: 内回り356.5m/外回り473.6m
  - Bコース: 内回り359.1m/外回り476.3m
- 距離設定
  - 内回り: 1200m, 1400m, 2000m, 2200m, 3000m
  - 外回り: 1400m, 1600m, 1800m, 2400m, 2600m[注 2]
  - 外→内: 3200m
- 出走可能頭数(フルゲート) [4]
  - Aコース
    - （内回り）1400m・2200m・3000m[注 3]は18頭, その他16頭
    - （外回り）1400mは16頭, その他18頭

  - Bコース
    - （内回り）1400m・2200m・3000m[注 3]は18頭, その他16頭
    - （外回り）1400mは16頭, その他18頭

2021年までは1月から3月について（2015年以降は重賞競走を除く）、下記の通り出走頭数の制限を行っていた。
- Aコース
  - （内回り）一律16頭
  - （外回り）一律16頭
- Bコース
  - （内回り）一律16頭
  - （外回り）一律16頭

### ダートコース
- 1周距離: 1517.6m
- 直線: 352.7m
- 距離設定: 1200m, 1400m, 1800m, 2000m[注 4], 2600m
- 出走可能頭数(フルゲート): 一律16頭[4]

### 障害コース
障害コースは逆回りにスタートし、向正面から襷コースを通って順回りとなる。
- 1周距離: 1366.7m (襷コース: 403.7m)
- 距離設定
  - 芝: 3000m, 3140m, 3800m, 3900m
  - 芝→ダート: 2970m, 3110m
- 出走可能頭数 (フルゲート): 一律14頭[4]

## アクセス

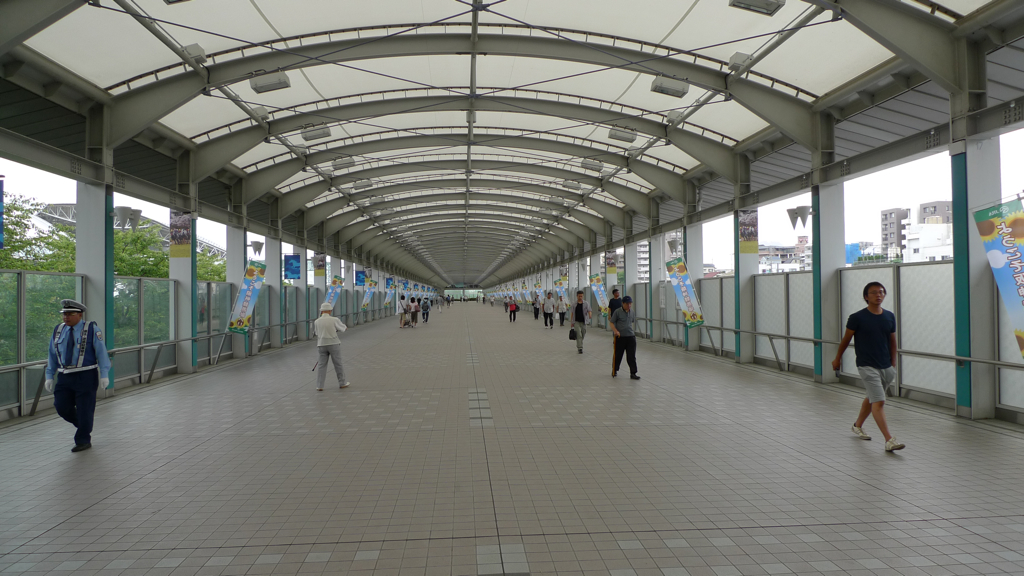
正門から仁川駅の方向へ延びる屋根つきの歩道橋「サンライトウォーク」

阪急今津線・仁川駅から専用地下通路で徒歩5分。
- かつては地上を移動せねばならず、周辺道路では渋滞と交通整理が付きものだったが、2001年12月に専用地下通路の運用が開始され、雨天でも場内まで傘を差さず向かうことができる。なお、この専用地下通路内には競馬開催期間中のみ稼働する阪急電鉄の臨時自動券売機が設置されており、改札口前での混雑を避けてきっぷが購入できる。
- 大阪、神戸方面からは西宮北口駅で今津線に乗り換えとなる。
- 阪神競馬開催日は、メインレース終了時から17時頃まで、概ね10分間隔で西宮北口を通過する[注 5]仁川始発の大阪梅田行き臨時急行（途中塚口・十三駅に停車）が運転される。また、今津線内（西宮北口－宝塚間）の各駅停車は、通常は10分間隔での運転のところ、16時から17時30分頃までは4〜6分間隔で運転される。

中国自動車道宝塚インターチェンジから5km。
- 自動車を637台収容できる立体駐車場と、81台収容できる北駐車場がある。北駐車場は立体駐車場満車後に開場される[11]。
- 駐車料金は阪神競馬開催日は2,000円、パークウインズ時（場外発売日）は1,000円である[12]。

## 歴史

### 鳴尾時代
1907年（明治40年）、関西競馬倶楽部によって兵庫県武庫郡鳴尾村の鳴尾川河口西岸（現在の西宮市枝川町付近）に開場した関西競馬場がルーツである。翌1908年（明治41年）、鳴尾速歩競馬会によって鳴尾川河口東岸（現在の西宮市高須町付近）に鳴尾速歩競馬場が開場し、関西競馬場は鳴尾西浜競馬場、鳴尾速歩競馬場は鳴尾東浜競馬場とも通称された。同年の馬券発売禁止により補助金競馬の時代になると、1910年（明治43年）、補助金の交付対象となる競馬倶楽部の数を15から11に削減するため、馬政局の命令により関西競馬倶楽部と鳴尾速歩競馬会が統合されて阪神競馬倶楽部となり、関西競馬場を存続させて鳴尾競馬場と改称し、鳴尾速歩競馬場は廃止された。1916年（大正5年）、阪神電気鉄道が馬場内に野球場2面（鳴尾球場）を含む総合運動場を作り、翌1917年（大正6年）の第3回大会から1923年（大正12年）の第9回大会まで、鳴尾球場は全国中等学校優勝野球大会の会場となった。
1937年（昭和12年）、11の競馬倶楽部が統合されて日本競馬会となり、鳴尾競馬場を阪神競馬場と改称。1943年（昭和18年）、日本海軍が、競馬場に隣接する川西航空機の製造する軍用機の試験飛行を実施するための飛行場として競馬場用地の徴用を打診し、日本競馬会が代替用地の斡旋と建築資材の提供を条件に応じた為、
同年春までに開催を終了し、軍事施設へと転用された。

### 逆瀬川移転と中断
日本海軍と日本競馬会では、移転候補地を検討の結果、武庫郡良元村の逆瀬川右岸（現在の宝塚市千種付近、宝塚ゴルフ倶楽部の一部を含む用地）が最適と判断し、宝塚ゴルフ倶楽部や付近の土地所有者との交渉を行い、1944年には競馬場用地の買収を完了、ただちに移転工事を開始した。工事資材は海軍より提供されたが、山地を切り開き、平地に地ならしする必要のある馬場・スタンド付近の工事は先送りされ、まず先に厩舎施設や調教コース、ポンプ場などの関連設備、及び職員用住宅の建築を実施する事とし、終戦後も工事を続けた結果、1946年4月に完成して使用開始した。
しかし、1946年6月に、進駐軍が慰安用ゴルフコースに使用する為に未着工の用地を接収した為、それ以上の工事継続が不可能となった上に、調教コースもゴルフコースに復元されてしまった為、調教用設備としても使用困難となり、早期の接収解除も望めない事から、競馬会では新たな競馬場用地を探す必要が生じた。

### 仁川移転
日本競馬会では、新たな競馬場用地の取得を検討したが、独自に競馬場用地を取得する予算も無く苦慮していたところ、良元村の仁川左岸（現在の宝塚市駒の町・新明和町付近）にあった旧川西航空機宝塚製作所跡地の払い下げを受けて、競馬場の建設を検討していた社団法人西日本競馬振興会（のち阪急東宝グループの京阪神競馬株式会社を経て、現在は京阪神ビルディング株式会社）に競馬会側が協力し、まず同地に仮設の競馬場を建設し、それを競馬会側が賃借する事で合意した。
そうした中で1948年夏より競馬場設置工事を開始したが、旧川西航空機宝塚製作所は1945年7月24日の空襲で壊滅したまま放置されており、鉄骨類などの建物の残骸を取り除く工事から開始せざるを得なかった。またスタンドも土盛の上にコンクリートを打ち、小さな屋根を付けた程度の粗末な設備なものの、1949年11月15日に竣工した。同年12月3日より第一回阪神競馬が開催された。
この時点では、逆瀬川地区の競馬場施設もそのままで、大半の馬や人は逆瀬川におり、競馬開催時に阪神競馬場まで移動していた。また馬場は水捌けが悪く、雨が降ると水が浮いて泥状になり騎手から不評だったため、第一回開催の終了後に再整備を余儀なくされた。
しかし、阪神競馬場の人気は振るわなかった。馬場の内側には戦災で破壊された鉄骨類がみられ、極めて殺風景だった事から、当時の農林省競馬部では、馬場内の整備の一環としてゴルフ場を設置する事を決め、京阪神競馬会社や京阪神急行電鉄などと協力して場内整備を行い、1951年2月に全9ホールの「仁川ゴルフクラブ」として開場した。
1952年になって、米軍より逆瀬川の競馬用地が返還された。農林省競馬部では、当初の予定とおり競馬場を建設する方針であったが、まずは調教用馬場の設置と、阪神競馬場と厩舎地区を結ぶ馬道の建設を計画したが、宝塚ゴルフ倶楽部側は、国に対してゴルフ場としての払い下げを求めて使用を開始したため、阪神競馬場が国に払下申請の却下を陳情したものの、結局国がゴルフ倶楽部側に対してゴルフコースの一時利用許可を与えた為、調教用馬場の建設はならなかった。一方阪神競馬場では、京阪神競馬会社と新たな賃借契約を結び、土地購入やスタンドの増築などを実施し、利用客へのサービス向上を図った。
1955年（昭和30年）、日本中央競馬会が設立されると、競馬会側では逆瀬川の競馬場用地への移転を断念、現在の競馬場を競馬会が取得する事とし、京阪神競馬会社と交渉の結果、双方で土地を交換した上で、逆瀬川の用地を宝塚ゴルフ倶楽部側が買収する事で合意し、1956年3月に逆瀬川地区から厩舎を移築して、全ての施設を仁川地区に集約した。
1955年には障害競走専用コースを設置、1959年にはスタンドの増築が完成し、阪神競馬場開場当時の木造スタンドは消滅したが、入場人員の増加に伴い、1962年と1966年に再増築された。

### 厩舎の移動から改築まで
1969年、滋賀県に栗東トレーニングセンターが開場し、11月4日から11月20日にかけて、阪神競馬場所属の人馬の移動が行われた。不要となった厩舎地区は整地され、駐車場や場内公園などに利用された。また調教用馬場は、一時的に地元乗馬クラブに貸し出されるなどした後で、1974年にダートコースへの改造が行われ、9月7日より正式に使用開始された。混雑するスタンドも、1979年に再増築された。
1986年にはターフビジョンが設置されたが、最も古いスタンドが築35年となり、老朽化も目立ってきた事から、JRAでは阪神競馬場の全面改築を決定。1990年6月の開催後に工事を開始し、1991年11月20日に完成した。スタンドが地上3階・高さ17.2mから地下1階、地上7階・高さ39.9mに大きく変容し、パドックもスタンドと融合し一体となりドーム状の大屋根で覆われるようになった。馬場についても第3 - 4コーナーの約130mの直線を連続したカーブに改善するとともに、ゴール前120mに上り坂が設けられた。

### 阪神・淡路大震災
1995年（平成7年）1月17日、兵庫県南部地震（阪神・淡路大震災）で壊滅的被害を受ける。パドックの屋根が大きく傾き、芝・ダートの各コースにもひびが入る。無事であった厩舎地区を被災者の避難場所として使用。このために2月25日から4月16日の1回、2回阪神競馬は京都競馬場、5月20日から6月11日の3回阪神競馬は中京競馬場（ただし震災直後1月21日、22日の京都競馬が取り止めとなり、代替開催を震災復興支援レースとして6月3日、4日=宝塚記念に割り当てた）、9月9日から10月1日の4回阪神競馬は京都競馬場でそれぞれ代替開催された。これに伴いGI級競走の桜花賞および宝塚記念を京都競馬場で開催した。大震災から11か月後の12月2日に再開された。

### 震災後から現在
- 1996年（平成8年）から2010年（平成22年）までこれまで阪神に割り当てられていた5〜6月の開催が中京競馬場と開催節交換となり、6〜7月の開催に変更された。2012年からは1995年以前の開催日程に戻った。
- 2001年12月、阪急電鉄仁川駅と阪神競馬場を結ぶ「専用地下通路」が運用開始[23]。
- 2006年4月の第2回開催終了後、コース改修工事を実施。当時6〜7月の例年の3回開催は京都、例年の4回開催は中京へそれぞれ振替となった。12月に芝の外回りコースおよび、中央競馬では唯一[24]となるダート2000mコースを新設した新コースが完成した[23]。
- 2008年9月14日以後、施設閉鎖により馬場内への入場ができなくなった[注 7]。
- 2009年12月5日の第5回阪神開催から、ハイビジョン対応2面マルチターフビジョンで映像提供を開始した[25]。
- 2009年12月26日に行われた第3競走に於いて、1着に6番人気のケイエスケイト、2着に9番人気のテイエムキングダム、3着に17番人気のアスカトップレディとなった。これにより3連単の配当金額が11,849,250円（4896通り中3300番人気）となり、この配当金額は阪神競馬史上歴代1位、3連単としてはJRA歴代3位の高配当を記録した。また、同競走の3連複の配当金額が1,774,500円（816通り中605番人気）となり、3連複の阪神競馬史上1位、JRA歴代6位の高配当を記録した。
- 2011年（平成23年）は中京競馬場の改修工事により開催日程が変更される。春の開催は例年同時期に中京競馬場で開催される重賞の一部も阪神で開催される。また、夏の開催は例年より2週早く始まり2週早く終わる[注 8][注 9]。そのため、高松宮記念とファルコンステークス、CBC賞は阪神競馬場で開催された。またプロキオンステークスは京都開催となった[26]。さらに、東北地方太平洋沖地震（東日本大震災）の影響により、3月12日・13日の第1回第5日と第6日の開催を中止した。この代替競馬として、3月21日に第1回第5日を開催した。[注 10]また、3月12日から3月27日の中山競馬が中止となった[27]ため、スプリングステークスおよびフラワーカップは、開催場を中山競馬場から変更し、3月26日に開催（延期）された。[28]また、4月2日から4月17日の中山競馬も中止となったため、日経賞・中山牝馬ステークスは4月2日に、ダービー卿チャレンジトロフィーは4月3日に、ニュージーランドトロフィーは4月9日に、マーチステークスは4月10日にそれぞれ日程を変更し開催された[29][30]。
- 2012年（平成24年）からは、中京競馬場のリニューアルオープンに伴い、関西主場の春季から夏季競馬の開催日割が変更されるに伴い、夏の第3回開催は3回京都開催の延長と2回中京開催とのスケジュールを入れ替えた上で2011年同様安田記念開催週から始まる6月1か月の開催に正式に変更となる[注 11][31]。この年は一部重賞競走において施行場の変更が行われ、アンタレスステークスが阪神競馬場の開催となった一方で、これまで阪神競馬場で行われてきたマイラーズカップが京都競馬場で、プロキオンステークスが中京競馬場での開催となった[32]。
- ファンサービスの一環として日没が遅くなる2008年の夏季開催（6-7月）で発走時刻の繰り下げを試行。第1競走を10:30、最終を16:40にそれぞれずらした。2009年から正式に薄暮競走として開催。また加えて2008年から9-10月、2009年から3-4月の開催も繰り下げとなった。ただし、2011年は東北地方太平洋沖地震（東日本大震災）および東京電力・福島第一原子力発電所での事故による計画停電のため、中山競馬場で予定された重賞競走が阪神に代替され、1日2つの特別競走を開催したため、この間は最終競走の発走時刻を16:35に設定したが、その年の夏季・秋季の開催は震災被害による電力事情を考慮して薄暮・繰り下げを見合わせた。2012年以後も同様の理由で繰り下げは実施しない。
- 2020年（令和2年）は京都競馬場整備工事に伴い、11月の京都開催は阪神に振り替えされる。このため、GI級競走のエリザベス女王杯が1979年以来41年ぶり、マイルチャンピオンシップが1984年のレース創設以来初めて阪神競馬場での開催となる。また、良好な芝馬場維持等を考慮して7月の中京開催と9-10月の阪神開催を入れ替えることになった。これにより夏季の阪神開催は例年より3週間延長され、7週14日間となる[33]。同年の第1-4回開催は全日COVID-19感染拡大防止のため「無観客競馬」として開催する。
- 2021年（令和3年）は京都競馬場整備工事に伴い、平年の2回京都開催後半（2月・2週間）、3回京都開催1-4日（4-5月・2週間）、10・11月の京都開催は阪神に振り替えされる。これに伴い、天皇賞（春）が1994年以来27年ぶり、菊花賞が1979年以来42年ぶり、秋華賞が1996年のレース創設以来初めて阪神競馬場での開催となる。またエリザベス女王杯とマイルチャンピオンシップも2020年に引き続き阪神競馬場で開催されるため、通常京都競馬場で開催されるGI競走はすべて阪神開催となる。そのため、GI競走については当競馬場史上初となる年間10競走を行う。また、良好な芝馬場維持等を考慮して6月の開催（例年の第3回開催）は2週4日間に短縮となり、例年の6月開催（例年の第3回開催）の前半2週及び9月開催（例年の第4回開催）は中京競馬場での開催に変更される[34][35]。2021年の天皇賞（春）が阪神競馬場で開催されることに先立って、2020年まで京都芝2400mで開催されていた松籟ステークス（4歳以上3勝クラス）が天皇賞（春）と同じ阪神芝3200mで開催されることになった。JRAで芝3000m以上の平地条件戦が開催されるのは2000年のドンカスターステークス（4歳（現3歳）以上1600万円以下）以来、21年ぶりである[36]。同年の第1回開催1～8日、第2回10～12日はCOVID-19感染拡大防止のため「無観客競馬」として開催する[37][38]。
- 2022年（令和4年）も京都競馬場整備工事に伴い、2021年と同様の開催日程で行われる。これに伴い、通常京都競馬場で開催されるGI競走（天皇賞（春）・秋華賞・菊花賞・エリザベス女王杯・マイルチャンピオンシップ）は2021年に引き続き阪神競馬場で開催される[39]。
- 2023年（令和5年）も京都競馬場整備工事に伴い、平年の2回京都開催後半（2月・2週間）は阪神に振替される。これに伴い、年間5回46日間の開催となる[40]。
- 2023年（令和5年）秋から2025年（令和7年）春にかけてスタンドのリフレッシュ工事が行われた[41]。工事に伴い、2024年は例年の1回・2回開催の2開催16日間のみとなり、例年の3回・5回開催は京都競馬場、例年の4回開催は中京競馬場へ振替される[42]。
- 2025年（令和7年）3月1日にリニューアルオープンした[43]。同年より6月の第3回開催が6日間に短縮されるため、年間5回39日間の開催となる。

## 場内の施設

### スタンド
1991年（平成3年）に改修された6階建てで、4階から6階は指定席となっており、2階から6階にかけては前面ガラス張りの冷暖房完備となっている。中央コンコースを挟んで東と西に分割されている。
- Sラウンジ（スーパービューラウンジ）
スタンド6階 288席　禁煙 3,500円（一般入場料込） インターネット予約にて発売
- Aシート（アペックスシート）
スタンド4階 1,126席　禁煙 2,500円（一般入場料込） インターネット予約にて発売
2009年の第4回阪神競馬開催期間中は、イベント招待席として100席使用するため、1034席の販売となる[44]。
- Bシート（ボナンザシート）
スタンド4階 556席　禁煙 2,000円（一般入場料込） インターネット予約にて発売
- Cシート[45]（2013年9月7日【第4回阪神競馬第1日】より新設。Bシートから降格）
スタンド5階 676席　禁煙 1,500円（一般入場料込） インターネット予約にて発売
スタンド4階 276席　禁煙 1,500円（一般入場料込） インターネット予約にて発売
2013年第4回阪神競馬開催日は、JRAカード予約分は800円（一般入場料別）、当日発売分は1,000円（一般入場料込）で利用できる[46]。

・UMACAシート
　　　スタンド4階　146席　禁煙　3,000円　（一般入場料込）　インターネット予約にて発売
当日発売の指定席は開門前から発売が行われていたため、開門前から場内に入場できた（2016年宝塚記念については、ハガキによる抽選発売のため、開門前に入場できなかった）が、2016年第4回開催より全ての開催日で開門後の発売に変更される。
- 車椅子専用指定席（5階Cシート内 4席禁煙 1,300円<一般入場料別; 同伴者は1名まで無料> 当日先着順にて発売）

車椅子で観戦できる一般スペースは、東・西ウイング3階および東ウイング2階にある。
シルバーシートが設置されている (満65歳以上が対象)。東ウイング3階に216席、東ウイング2階に138席（ともに禁煙）があり、利用するには年齢を証明出来るものが必要となる。
このほか、6階に来賓用の「特別席」が数室あり、ベランダから屋外に出て観戦できる部屋もある。一般利用は不可で、イベントやテレビ番組撮影に使われる。

### ATM
現在は設置されていない。以前は1Fコンコース横にはりそな銀行の現金自動預け払い機（ATM）が設置、通常の競馬開催の場合、りそなグループ（りそな銀行、埼玉りそな銀行、関西みらい銀行）の口座において、りそなクラブのステータスポイントがパール(20P/月)以上であれば手数料無料で入出金が可能となっていた。（※2015年4月6日以降の手数料体系）。

### 場内ミニFM
場内ではミニFM放送で各放送局の音声を送信している。周波数は以下のとおり。
- 76.0MHz…ラジオ大阪（競馬中継は日曜日のみ）
- 77.0MHz…ラジオ関西(土曜日)/毎日放送(日曜日)
- 77.5MHz…グリーンチャンネル中央競馬全レース中継
- 78.5MHz…グリーンチャンネル中央競馬パドック中継

2021年（令和3年）4月の時点で上記ミニFM放送は廃止されている。

### パドック
パドックを観覧する場所の上を覆うように阪神競馬場特有の屋根がついており、雨天でも傘を差さずに観覧できる。ワールドスーパージョッキーズシリーズの表彰式や、トークショーなどもここで行われる。

### セントウル像
スタンドの東にあるセントウルガーデンのセントウル像があり、阪神競馬場のシンボル的存在となっている。グリーンチャンネルの競馬中継で阪神競馬場を表すアイコンにもなっている。また、当競馬場で施行される重賞のセントウルステークスの名称はこれにちなんだものである。また、2017年から2021年まで大阪杯のファンファーレの際に使われているCGアニメーションではセントウル像が冒頭に登場していた。

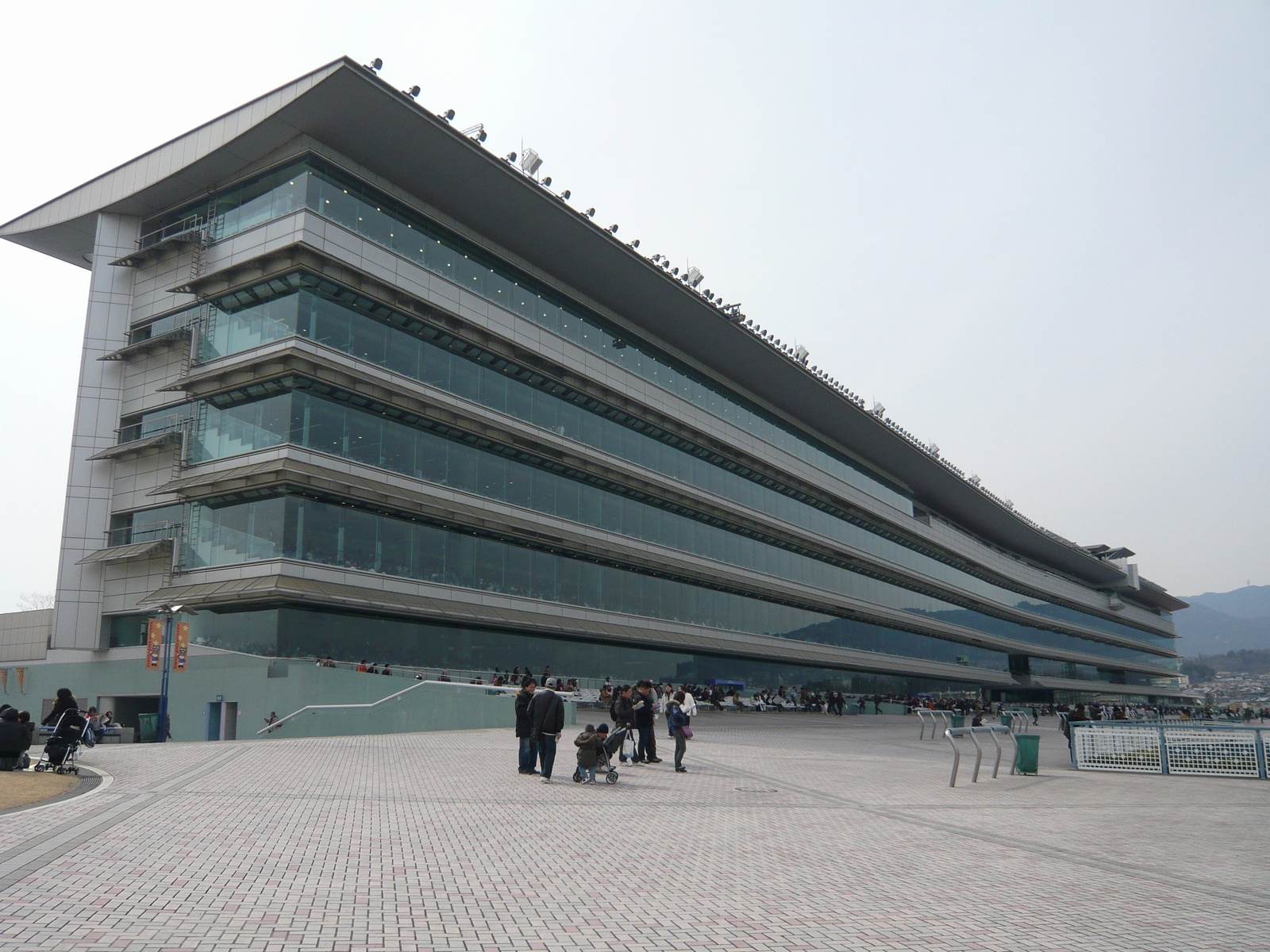
スタンド
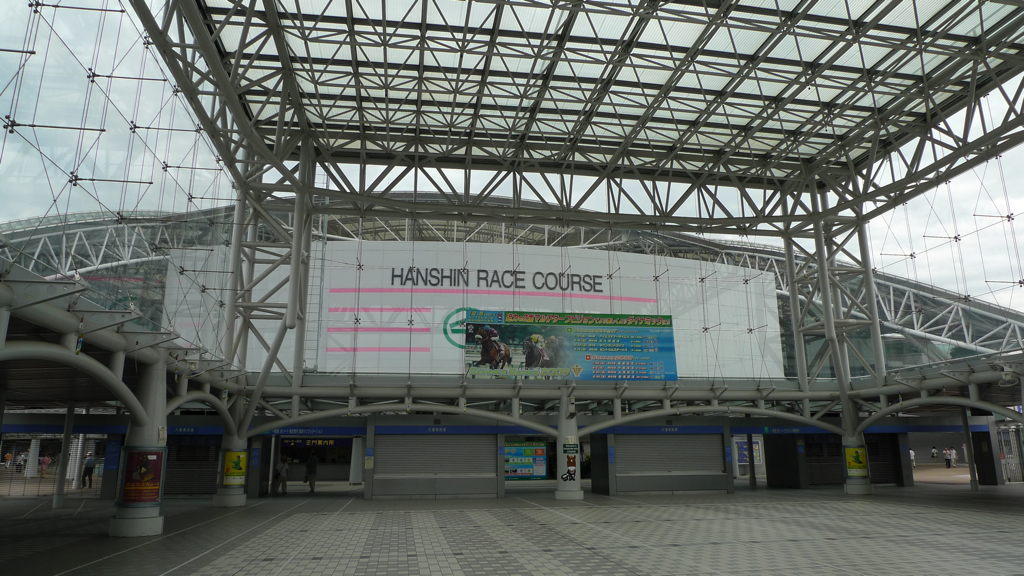
正門（J-ボックス）
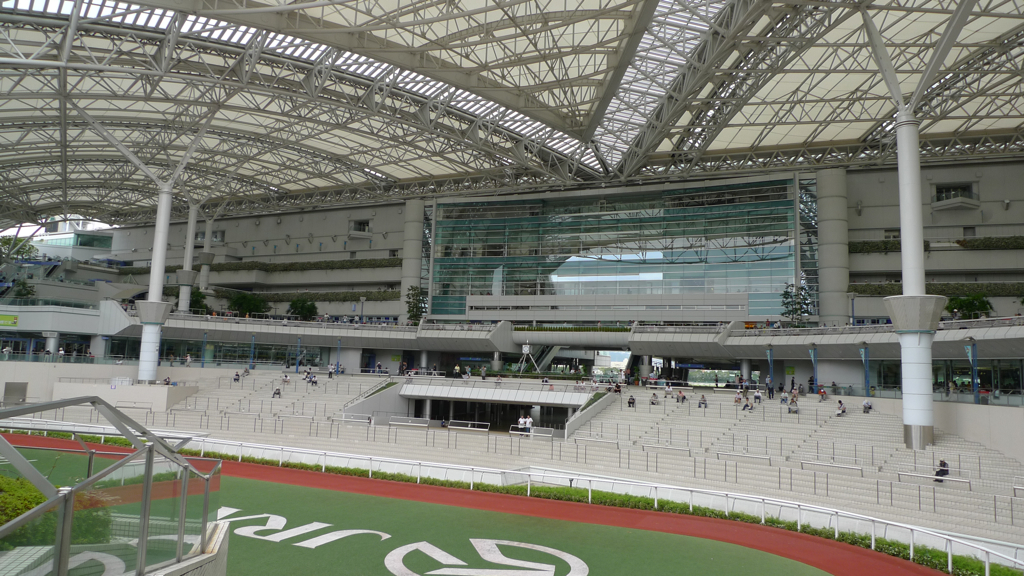
南側から見たメインスタンド
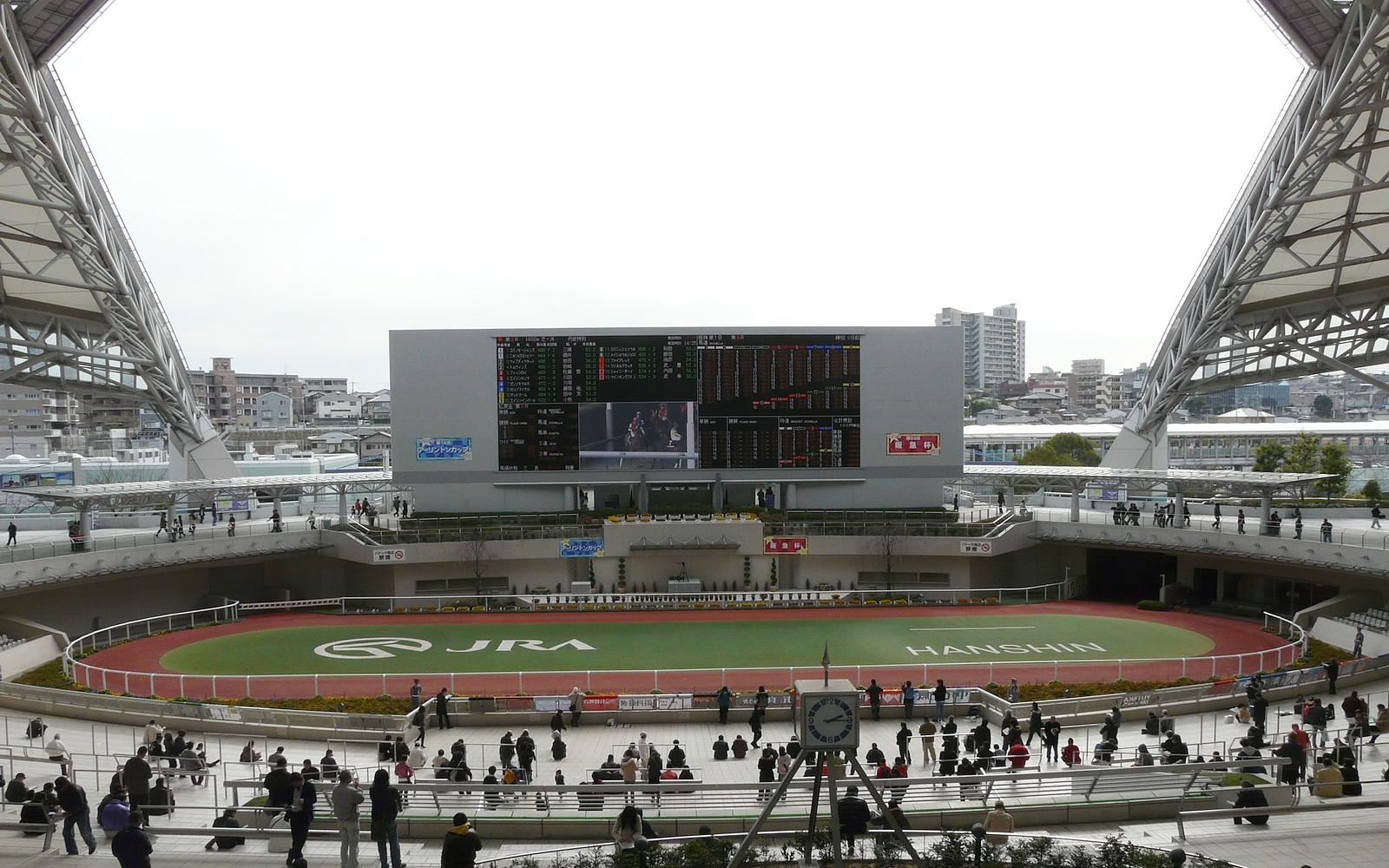
パドック
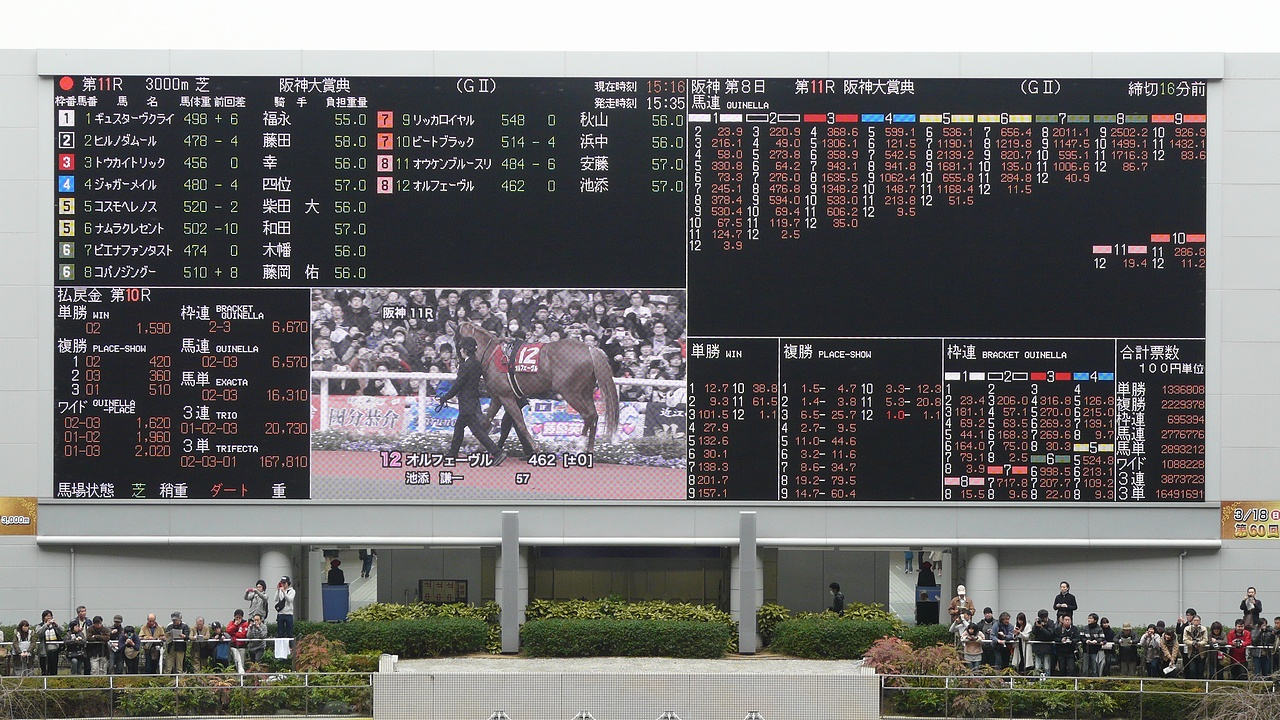
オッズボード
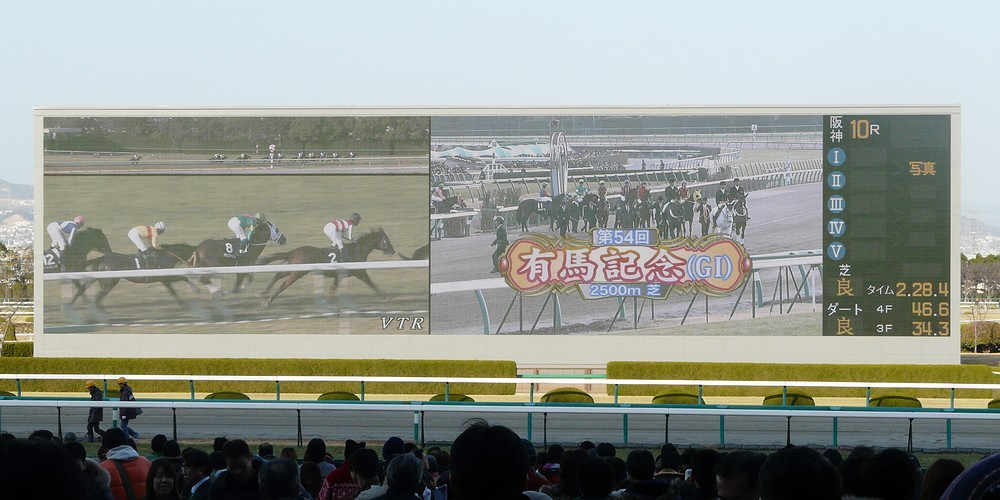
ターフビジョン
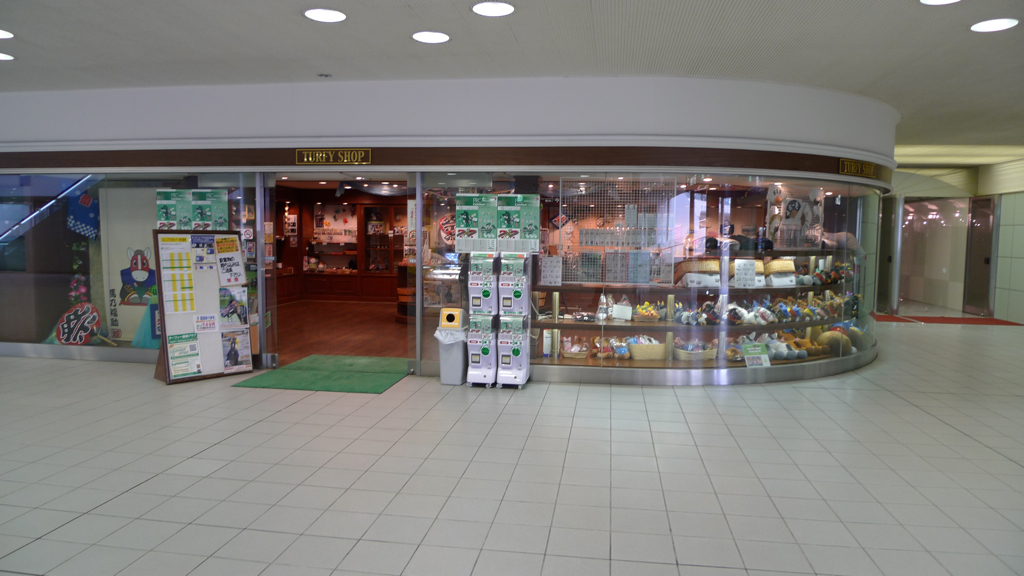
ターフィーショップ

### 藤岡康太を偲ぶ石碑と桜
2024年4月6日の同場での落馬事故で殉職した元騎手の藤岡康太を偲び、日本騎手クラブと阪神競馬場により馬頭観音像横に植樹された桜（ベニユタカ）と石碑が、同場のリニューアルとまもなく藤岡の一周忌を迎えるに際して、新たに設置されている。

### ホースレースiスポット（2012年12月24日 営業終了）
東ウイング1階にあった。席数は26席で、利用料は500円（入場料別）。各席にノートパソコンが設置されており、インターネットが使い放題になっているため、JRA-VAN NEXTなど、各種競馬情報を得ることが出来た。

### 仁川ゴルフクラブ（1999年 営業終了）
内馬場に、全9ホールの会員制ゴルフコースが1951年2月から1999年まで営業していた。障害競走で使う襷コースを横断するホールもあった。競馬で使うコースにボールが飛び込んだ場合はすべてOBとされ、競走馬による事故を防ぐためボールは必ず回収しなければならない決まりであった。

## 重賞競走
GI
- 大阪杯（2017年から）
- 桜花賞
- 宝塚記念

- 阪神ジュベナイルフィリーズ[注 13]
- 朝日杯フューチュリティステークス（2014年から）

GII
- チューリップ賞（桜花賞トライアル）
- フィリーズレビュー（桜花賞トライアル）[注 14]
- 阪神大賞典
- 阪神牝馬ステークス[注 15]

- セントウルステークス （サマースプリントシリーズ指定競走）[注 16]
- ローズステークス（秋華賞トライアル）[注 17]
- 神戸新聞杯（菊花賞トライアル）
- 阪神カップ

GIII
- 阪急杯
- 毎日杯
- チャーチルダウンズカップ（NHKマイルカップトライアル）
- アンタレスステークス

- しらさぎステークス（2025年から、サマーマイルシリーズ指定競走）
- チャレンジカップ
- シリウスステークス
- 鳴尾記念[注 18]

J・GII
- 阪神スプリングジャンプ

J・GIII
- 阪神ジャンプステークス

## 主な元所属調教師
かつては、阪神競馬場に調教師が所属し、競馬場で調教を行っていたが、1969年に栗東トレーニングセンターが開設されたのに伴い、中京競馬場の所属調教師に続き、11月に移動を完了した。1969年時点で阪神競馬場に所属していた調教師は以下の通り。
- 伊藤雄二
- 柏谷富衛
- 木村寛
- 清水茂次
- 佐藤勇
- 渋川久作
- 庄野穂積
- 曽場広作
- 高橋直
- 田中好雄
- 田中良平
- 田之上勲
- 坪重兵衛
- 土門健司
- 二分久男
- 橋田俊三
- 日迫清
- 布施正
- 柳田次男
- 吉田三郎
- 吉永猛

## レコードタイム
出典：JRA公式サイト 中央競馬レコードタイム 阪神競馬場
- †は基準タイム。
- 2025年4月6日現在

### 芝コース（2歳）
| 距離    | タイム | 競走馬             | 性別 | 斤量 | 騎手       | 記録年月日     |
| ------- | ------ | ------------------ | ---- | ---- | ---------- | -------------- |
| 1200m   | 1:08.2 | ミルトクレイモー   | 牡   | 55kg | 岩田望来   | 2022年12月4日  |
| 1400m   | 1:20.1 | メイケイエール     | 牝   | 54kg | 武豊       | 2020年11月7日  |
| 外1600m | 1:32.3 | グレナディアガーズ | 牡   | 55kg | 川田将雅   | 2020年12月20日 |
| 外1800m | 1:45.6 | オブセッション     | 牡   | 55kg | C.ルメール | 2017年12月2日  |
| 2000m   | 1:59.7 | サトノヘリオス     | 牡   | 55kg | 岩田望来   | 2021年12月11日 |

### 芝コース（3歳以上）
| 距離       | タイム | 競走馬             | 性齢 | 斤量 | 騎手       | 記録年月日     |
| ---------- | ------ | ------------------ | ---- | ---- | ---------- | -------------- |
| 1200m      | 1:06.7 | タワーオブロンドン | 牡4  | 57kg | C.ルメール | 2019年9月8日   |
| 1400m      | 1:19.2 | レシステンシア     | 牝4  | 54kg | 北村友一   | 2021年2月28日  |
| 外1600m    | 1:31.1 | ソダシ             | 牝3  | 55kg | 吉田隼人   | 2021年4月11日  |
| 外1800m    | 1:43.0 | マスクトディーヴァ | 牝3  | 54kg | 岩田望来   | 2023年9月17日  |
| 2000m      | 1:56.2 | ベラジオオペラ     | 牡5  | 58kg | 横山和生   | 2025年4月6日   |
| 2200m      | 2:09.7 | タイトルホルダー   | 牡4  | 58kg | 横山和生   | 2022年6月26日  |
| 外2400m    | 2:23.5 | サトノグランツ     | 牡3  | 56kg | 川田将雅   | 2023年9月24日  |
| 外2600m    | 2:35.1 | ミスマンマミーア   | 牝6  | 53kg | 福永祐一   | 2021年4月11日  |
| 3000m      | 3:02.4 | アスクビクターモア | 牡3  | 57kg | 田辺裕信   | 2022年10月23日 |
| 外→内3200m | 3:14.7 | ワールドプレミア   | 牡5  | 58kg | 福永祐一   | 2021年5月2日   |

### ダートコース（2歳）
| 距離  | タイム | 競走馬             | 性別 | 斤量 | 騎手     | 記録年月日     |
| ----- | ------ | ------------------ | ---- | ---- | -------- | -------------- |
| 1200m | 1:11.0 | マイネラロンハ     | 牝   | 51kg | 船曳文士 | 2007年12月22日 |
| 1400m | 1:23.0 | アディラート       | 牡   | 55kg | 武豊     | 2016年12月24日 |
| 1800m | 1:50.9 | タガノギャラクシー | 牡   | 55kg | 小牧太   | 2012年12月22日 |

### ダートコース（3歳以上）
| 距離  | タイム | 競走馬             | 性齢 | 斤量 | 騎手     | 記録年月日     |
| ----- | ------ | ------------------ | ---- | ---- | -------- | -------------- |
| 1200m | 1:08.8 | スイートジュエリー | 牝5  | 55kg | 川田将雅 | 2013年9月8日   |
| 1400m | 1:21.5 | インオラリオ       | 牡7  | 56kg | 浜中俊   | 2012年3月31日  |
| 1800m | 1:48.5 | サカラート         | 牡4  | 54kg | 武豊     | 2004年7月10日  |
| 2000m | 2:01.0 | ワンダースピード   | 牡5  | 58kg | 小牧太   | 2007年12月23日 |

### 障害
| 距離    | タイム  | 競走馬             | 性齢 | 斤量 | 騎手     | 記録年月日    |
| ------- | ------- | ------------------ | ---- | ---- | -------- | ------------- |
| 芝3140m | 3:24.8  | オースミムーン     | 牡4  | 60kg | 高田潤   | 2013年9月14日 |
| 芝3800m | 4:18.1† | ファイブポインター | 牡4  | 59kg | 岡冨俊一 | 1999年3月14日 |
| 芝3900m | 4:19.1  | オジュウチョウサン | 牡9  | 62kg | 石神深一 | 2020年3月14日 |
| ダ2970m | 3:15.7  | パルティアシチー   | 牡4  | 60kg | 南井大志 | 2007年9月22日 |
| ダ3110m | 3:25.0  | バトルブレーヴ     | 牡6  | 61kg | 菊地昇吾 | 2008年7月5日  |

### 以前行われていたコース
| 距離      | タイム  | 競走馬             | 性齢 | 斤量 | 騎手     | 記録年月日    |
| --------- | ------- | ------------------ | ---- | ---- | -------- | ------------- |
| 芝1600m   | 1:34.6  | メジロドーベル     | 牝2  | 53kg | 吉田豊   | 1996年12月1日 |
| 芝1600m   | 1:31.9  | ローエングリン     | 牡4  | 58kg | 後藤浩輝 | 2003年4月19日 |
| 芝2500m   | 2:30.4  | カミノマジック     | 牡5  | 56kg | 菊沢隆仁 | 1996年6月15日 |
| 芝3200m   | 3:22.6† | ビワハヤヒデ       | 牡4  | 58kg | 岡部幸雄 | 1994年4月24日 |
| 障芝3170m | 3:27.4  | ミレニアムスズカ   | 牡4  | 60kg | 北沢伸也 | 2002年9月14日 |
| 障ダ3000m | 3:16.3  | スーパーシーザー   | 牡5  | 60kg | 菊地昇吾 | 2002年4月6日  |
| 障ダ3140m | 3:26.4  | トウケイカントリー | 牡4  | 60kg | 今村康成 | 2005年3月20日 |

- 芝1600mは、現在の内回りコースを使用していたもの
- 芝3200mは、現在の内回りコースを2周していたもの
- 1991年11月30日〜2006年4月16日に行われ、現在は存在しないコースで掲載

## 注記
1. ↑  阪神競馬場と武庫川の間に位置する西宮市田近野町に阪神競馬場田近野舎宅がある。なお、西宮市田近野町は1969年まで尼崎市西昆陽の一部だった。
2. ↑  2016年12月24日の8R (3歳上500万)にて初施行。
3. 1 2  2021年から。2020年までは16頭であった[5][6]。
4. ↑  ダート2000mは中央競馬の競馬場で唯一（2020年時点）[10]。
5. ↑  構内配線の都合上。西宮北口駅#配線図を参照。
6. ↑  馬場予定地のゴルフコースは、工事着工までは従来通り使用を認めていた為、クラブハウスを含めそのままの状態で残っていた。（日本競馬史・巻七（p778））
7. ↑  2015年より桜花賞開催日（またはその近辺）のみ開放されることになった。
8. ↑  前半2週の春競馬期間は3回阪神競馬、後半2週の夏競馬期間は4回阪神競馬として開催する。
9. ↑  これは3・12月の「裏開催」の時期を小倉に代替のためで、小倉の芝馬場保護・育成の観点のためである。6月1ヶ月間通しであるが、春季と夏季の番組編成切り替えの都合上、前半と後半2週ずつの別開催となった。これに付随して、4-5月の第3回京都は2週間の延長、7月は小倉開催を短縮（平年2開催・8週間→1開催・6週間）した上で、京都開催を4週間割り当てる。
10. ↑  3月19日から3月27日までの阪神競馬・小倉競馬を「東北関東大震災被災地支援競馬」として開催。
11. ↑  ただし2011年は春季と夏季の番組編成切り替えの都合上、前半が第3回開催、後半が第4回開催とそれぞれ2週ずつの各4日間の別開催となったところ2012年からは夏季競馬のスタート繰り上げに伴い8日間通して第3回開催の1開催となる。
12. ↑  阪神競馬場と中京競馬場にあるATMはりそな銀行の出張所扱いとなっており、一般の銀行ATMが設置されている。なお、東京競馬場・中山競馬場・京都競馬場はイーネット設置のコンビニATMである。
13. ↑  競走名は「農林水産省賞典 阪神ジュベナイルフィリーズ」
14. ↑  競走名は「報知杯フィリーズレビュー」
15. ↑  競走名は「サンケイスポーツ杯阪神牝馬ステークス」
16. ↑  競走名は「産経賞セントウルステークス」
17. ↑  競走名は「関西テレビ放送賞ローズステークス」
18. ↑  競走名は「農林水産省賞典 鳴尾記念」